# Водяне (Вільхуватська сільська громада)
Водяне́ —  село в Україні, у Вільхуватській сільській громаді Куп'янського району Харківської області. Населення становить 124 осіб. До 2020 орган місцевого самоврядування — Вільхуватська сільська рада.

## Географія
Село Водяне розташоване між селами Анискине і Вільхуватка, на початку балки Водяна, поруч з балками Дикарів Лог і Ямин Лог. Навколо села кілька невеликих лісових масивів (дуб). Через село протікає пересихаючий струмок. Поруч проходить автомобільна дорога Т 2104.

## Історія
12 червня 2020 року, відповідно до розпорядження Кабінету Міністрів України  № 725-р «Про визначення адміністративних центрів та затвердження територій територіальних громад Харківської області», увійшло до складу Вільхуватської сільської територіальної громади.
19 липня 2020 року, в результаті адміністративно - територіальної реформи та ліквідації Великобурлуцького району, село увійшло до складу Куп'янського району Харківської області.